# Kapitan porucznik marynarki
Kapitan porucznik marynarki (kpt. por. mar.) – stopień oficerski w Marynarce Wojennej II RP w latach 1921-1924.
15 lutego 1921 roku Minister Spraw Wojskowych ustanowił nazwy stopni dla oficerów i szeregowych Marynarki Wojennej. Jednym ze stopni oficerskich był stopień kapitana porucznika marynarki, który odpowidał stopniowi kapitana w wojsku. Stopień kapitana porucznika marynarki posiadali oficerowie korpusu morskiego, korpusu rzeczno-brzegowego i korpusu technicznego. Oficer posiadający ten stopień był tytułowany „Panem Porucznikiem”. Oficer w stopniu kapitana porucznika marynarki był starszym od porucznika marynarki i młodszym od komandora podporucznika.
1 czerwca 1921 roku służbę czynną pełniło 28 oficerów Marynarki Wojennej w stopniu kapitana porucznika marynarki:
w korpusie morskim:
Adam Andrzejewski,
Mieczysław Burhardt,
Henryk Eibel, 3 maja 1922 roku zweryfikowany ze starszeństwem z 1 czerwca 1919 roku i 7. lokatą,
Bolesław Filanowicz,
Bolesław Gajewski,
Stanisław Jan Gołębiowski,
Zygmunt Herget,
inż. Witold Jan Hubert, 3 maja 1922 roku zweryfikowany ze starszeństwem z 1 czerwca 1919 roku i 12. lokatą, z dniem 31 marca 1928 roku przeniesiony w stan spoczynku,
Wacław Iwaszkiewicz,
inż. Jan Józef Jeziorski,
inż. Roman Kania,
Jerzy Kłossowski, 3 maja 1922 roku zweryfikowany ze starszeństwem z 1 czerwca 1919 roku i 6. lokatą,
Antoni Ledóchowski,
Tadeusz Morgenstern-Podjazd, 3 maja 1922 roku zweryfikowany ze starszeństwem z 1 czerwca 1919 roku i 8. lokatą, 3 maja 1926 roku awansowany na komandora podporucznika ze starszeństwem z 1 lipca 1925 roku i 2. lokatą,
inż. Zygmunt Muszyński,
Witold Nabrocki, 3 maja 1922 roku zweryfikowany ze starszeństwem z 1 czerwca 1919 roku i 5. lokatą,
Eugeniusz Pławski,
Jerzy Wojciech Rychłowski,
Stefan Schmidt, 3 maja 1922 roku zweryfikowany ze starszeństwem z 1 czerwca 1919 roku i 2. lokatą,
Aleksander Eugeniusz Seyk,
Marian Wolbek, 3 maja 1922 roku zweryfikowany ze starszeństwem z 1 czerwca 1919 roku i 11. lokatą, 3 maja 1926 roku awansowany na komandora podporucznika ze starszeństwem z 1 sierpnia 1924 roku i 2. lokatą,
w korpusie technicznym:
inż. Alojzy Czesnowicki, 3 maja 1926 roku awansowany na komandora podporucznika ze starszeństwem z 1 sierpnia 1924 roku i 1. lokatą,
inż. Władysław Sakowicz, 3 maja 1926 roku awansowany na komandora podporucznika ze starszeństwem z 1 sierpnia 1924 roku i 2. lokatą,
inż. Franciszek Bomba, 3 maja 1926 roku awansowany na komandora podporucznika ze starszeństwem z 1 sierpnia 1924 roku i 3. lokatą,
Bolesław Mikułowski, 3 maja 1926 roku awansowany na komandora podporucznika ze starszeństwem z 15 sierpnia 1924 roku i 1. lokatą,
inż. Stanisław Kamieński, 3 maja 1926 roku awansowany na komandora podporucznika ze starszeństwem z 1 lipca 1925 roku i 1. lokatą,
w korpusie rzeczno-brzegowym:
Kazimierz Zaleski, 3 maja 1922 roku zweryfikowany ze starszeństwem z 1 czerwca 1919 roku i 3. lokatą, 3 maja 1926 roku awansowany na komandora podporucznika ze starszeństwem z 15 sierpnia 1924 roku i 2. lokatą w korpusie technicznym,
Bartłomiej Kusztyb, 3 maja 1922 roku zweryfikowany ze starszeństwem z 1 czerwca 1919 roku i 4. lokatą,
.
23 sierpnia 1924 roku Minister Spraw Wojskowych przemianował z dniem 1 lipca 1924 roku na oficerów zawodowych niżej wymienionych kapitanów poruczników rezerwy:
w Korpusie Morskim ze starszeństwem z 1 lipca 1919 roku:
1) Aleksandra Bartoszewicza-Stachowskiego z Dywizjonu Ćwiczebnego (1. lokata),
2) Ludwika Ciszewskiego z Dywizjonu Ćwiczebnego (2. lokata),
3) Arkadiusza Kisiel-Zahorańskiego z Dywizjonu Torpedowców (3. lokata),
w Korpusie Rzeczno-Brzegowym ze starszeństwem z 1 lipca 1919 roku:
4) Ludgarda Sylweriusza Krzyckiego, komendanta Linii Żeglugi Śródlądowej Warszawa (1. lokata),
w Korpusie Technicznym ze starszeństwem z 1 grudnia 1923 roku:
5) inż. Jana Staszewskiego ze Szkoły Marynarzy Specjalistów (1. lokata).
25 lipca 1924 roku weszła w życie ustawa z dnia 20 czerwca 1924 roku o podstawowych obowiązkach i prawach oficerów Polskiej Marynarki Wojennej. Na mocy tego aktu prawnego ustanowiono następujące stopnie oficerskie:
oficerowie młodsi: podporucznik, porucznik, kapitan,
oficerowie sztabowi: komandor podporucznik, komandor porucznik, komandor,
w korpusie generałów: kontradmirał i wiceadmirał.
Z dniem wejścia w życie ustawy oficerowie posiadający stopień kapitana porucznika zostali kapitanami z zachowaniem dotychczasowego starszeństwa.